# Lahntalbrücke (NBS Köln–Rhein/Main)
Die Lahntalbrücke ist eine 438 m lange zweigleisige Eisenbahnüberführung der Schnellfahrstrecke Köln–Rhein/Main.
Die einzige Bogenbrücke der Strecke liegt in Limburg an der Lahn bei Streckenkilometer 107. Sie überspannt die Lahn mit der parallel verlaufenden Lahntalbahn und, südlich des Bogens, der Landesstraße 3020 (Eschhöfer Weg), in einer Höhe von maximal 50 m über Grund.

## Lage und Verlauf
Das Bauwerk schließt sich, nach einem 750 m langen Damm, an den Bahnhof Limburg Süd an.
Die Trasse verläuft Richtung Köln zunächst gerade. Im Bereich des zweiten Feldes beginnt ein Übergangsbogen, der bis zum nördlichen Widerlager einen Kreisbogen von 3500 m Radius aufbaut. Diese Linkskurve setzt sich im anschließenden Limburger Tunnel fort.
Die Gradiente des Bauwerks fällt nach Norden mit 28 Promille ab.
Unmittelbar nördlich des Bauwerks folgt der Limburger Tunnel. Wenige hundert Meter lahnabwärts verläuft die nahezu parallele Lahntalbrücke Limburg der BAB 3.
Das Bauwerk überspannt, von Nord nach Süd, einen Radfernwanderweg, die Lahn, die Lahntalbahn und die Landesstraße Limburg–Eschhofen.

## Geschichte

### Planung
Ende 1995 betrug die geplante Länge des Bauwerks 432 m. Ende 1997 waren 430 m geplant. Mitte 1999 war die Bauwerkslänge in Planung, wie später realisiert, 438 m.
Aufgrund der Nähe zur historischen Altstadt von Limburg und zur vorhandenen Autobahnbrücke erfolgte eine vertiefte Diskussion der Brückengestaltung. Die gewählte Variante, die mit einem 116 m weiten Bogen die Lahn überspannt, vermied bauliche Eingriffe am Fluss. Zahlreiche weitere Varianten zur Gestaltung der Brücke wurden verworfen. Der ursprüngliche Entwurf sah einen Pfeiler im Flussbett der Lahn vor. Ein anderer, nicht realisierter Alternativentwurf sah eine schlanke Brücke mit V-förmigen Stützen vor.

### Bau
Die Brücke wurde zwischen den Jahren 1998 und 2001 bei Kosten von ungefähr 25 Millionen DM erbaut.
Aufgrund beengter Baugrundverhältnisse am Südufer der Lahn wurde die Landesstraße 3020 während der Bauzeit verschwenkt und mittels einer Bohrpfahlwand gesichert.
Im April 2000 wurde der Bogen geschlossen. Anschließend begann die Herstellung des Überbaus. Mit der Fertigstellung des Überbaus, im September 2000, wurde das Trassenband der Neubaustrecke komplettiert.

## Gründung und Unterbauten
Bis auf das nördliche Widerlager haben alle Pfeiler eine Tiefgründung mit Pfahlkopffundamenten und Bohrpfählen von 1,5 m Durchmesser. Die Pfahllängen betragen zwischen 5,5 m und 22 m. Das Widerlager vor dem Tunnel Limburg ist wegen ungünstiger Baugrundverhältnisse auf zwei gegeneinander um 5:1 geneigten Schächten mit 8,4 m Innendurchmesser und 38 m Tiefe gegründet.
In Brückenmitte wird der Überbau von einem Stahlbetonbogen mit 116 m Spannweite abgetragen, was der doppelten Stützweite der Regelfelder entspricht. Der Bogen besitzt die Form einer Parabel und hat einen Hohlkastenquerschnitt. Die Bauhöhe beträgt an den Kämpferfundamenten 4,0 m und verringert sich zum Bogenscheitel hin auf 3,5 m. Die zugehörige Breite reduziert sich von 7,33 m auf 6,3 m.
Die rechteckigen maximal 40 m hohen Stahlbetonpfeiler haben einen Hohlkastenquerschnitt. Sie verjüngen sich mit einem Anzug von 70:1 nach oben.
Profilierung, Anzug und Abschrägung der Ecken des Bogens entsprechen denen der Pfeiler.

## Überbau

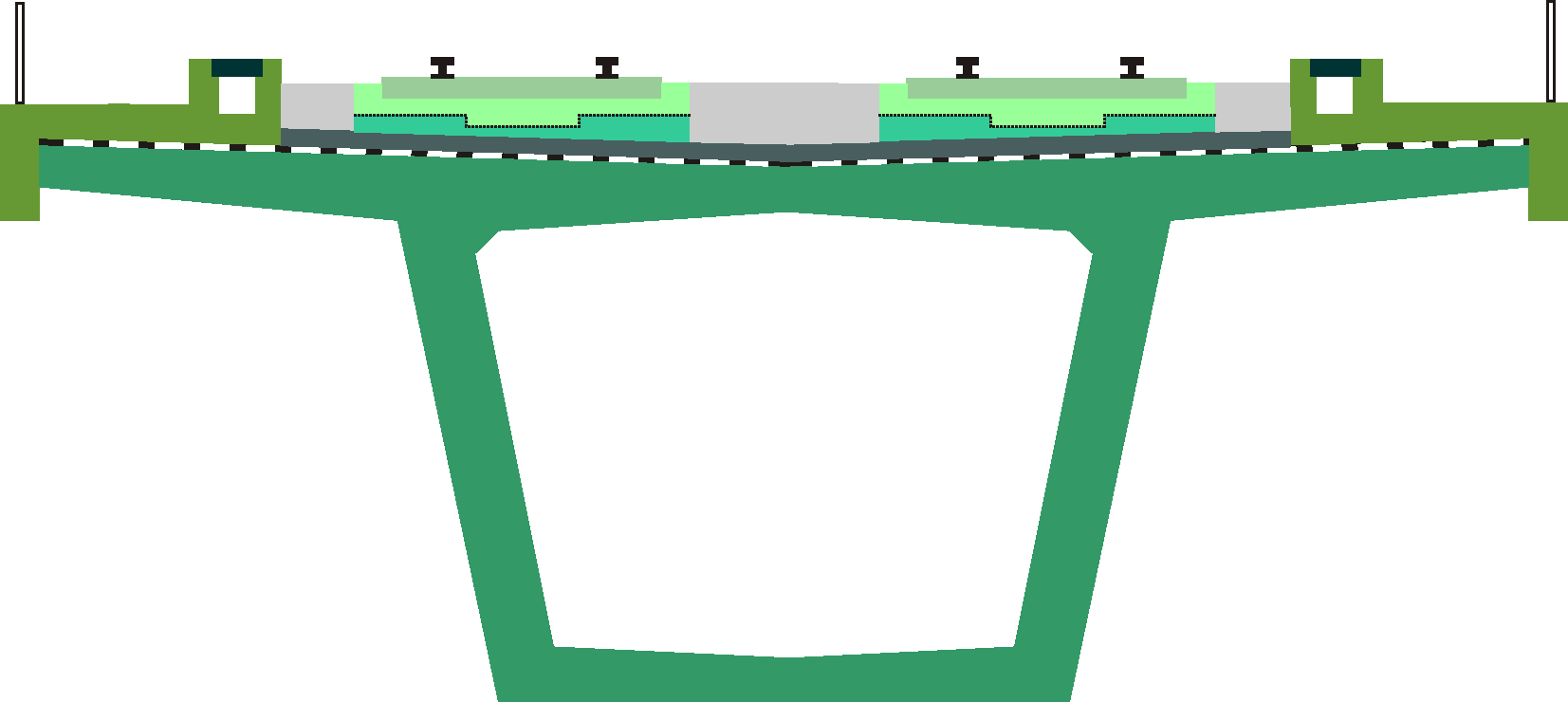
Querschnitt Überbau

Der Überbau besteht aus einem 437,85 m langen Durchlaufträger mit acht Feldern. Die Querschnittsform ist ein einzelliger Spannbetonhohlkasten mit geneigten Stegen. Neben der Längsrichtung ist auch die Fahrbahnplatte in Querrichtung vorgespannt. Bei einer Fahrbahnplattenbreite von 12,98 m betragen die Stützweiten 33,00 m + 6 × 58,00 m + 56,85 m. Die Konstruktionshöhe ist konstant 4,75 m (1/12 der Stützweite).
Trotz der ungünstigen Untergrundverhältnisse wurde der Festpunkt der Brücke im nördlichen Widerlager angeordnet, da ein Schienenauszug aufgrund der eng trassierten Kurve (3.500 m Radius, 170 mm Überhöhung) nicht ohne Reduzierung der zulässigen Höchstgeschwindigkeit (infolge geringerer zulässiger Überhöhung) hätte angeordnet werden können.

## Ausführung
Die Herstellung des Bogens erfolgte im Freivorbau mit 12 bzw. 13 Abschnitten bei Taktlängen von 1,94 m bis 5,0 m. Gehalten wurde der Bogen mit Hilfsabspannungen, die über Hilfspylone auf den Kämpferpfeilern in den benachbarten Pfeilerfundamenten verankert waren. Während der Herstellung wurden sämtliche Bauwerksverformungen mit Hilfe eines umfangreichen Messprogramms überwacht.
Der Überbau wurde feldweise mit einer Vorschubrüstung betoniert.

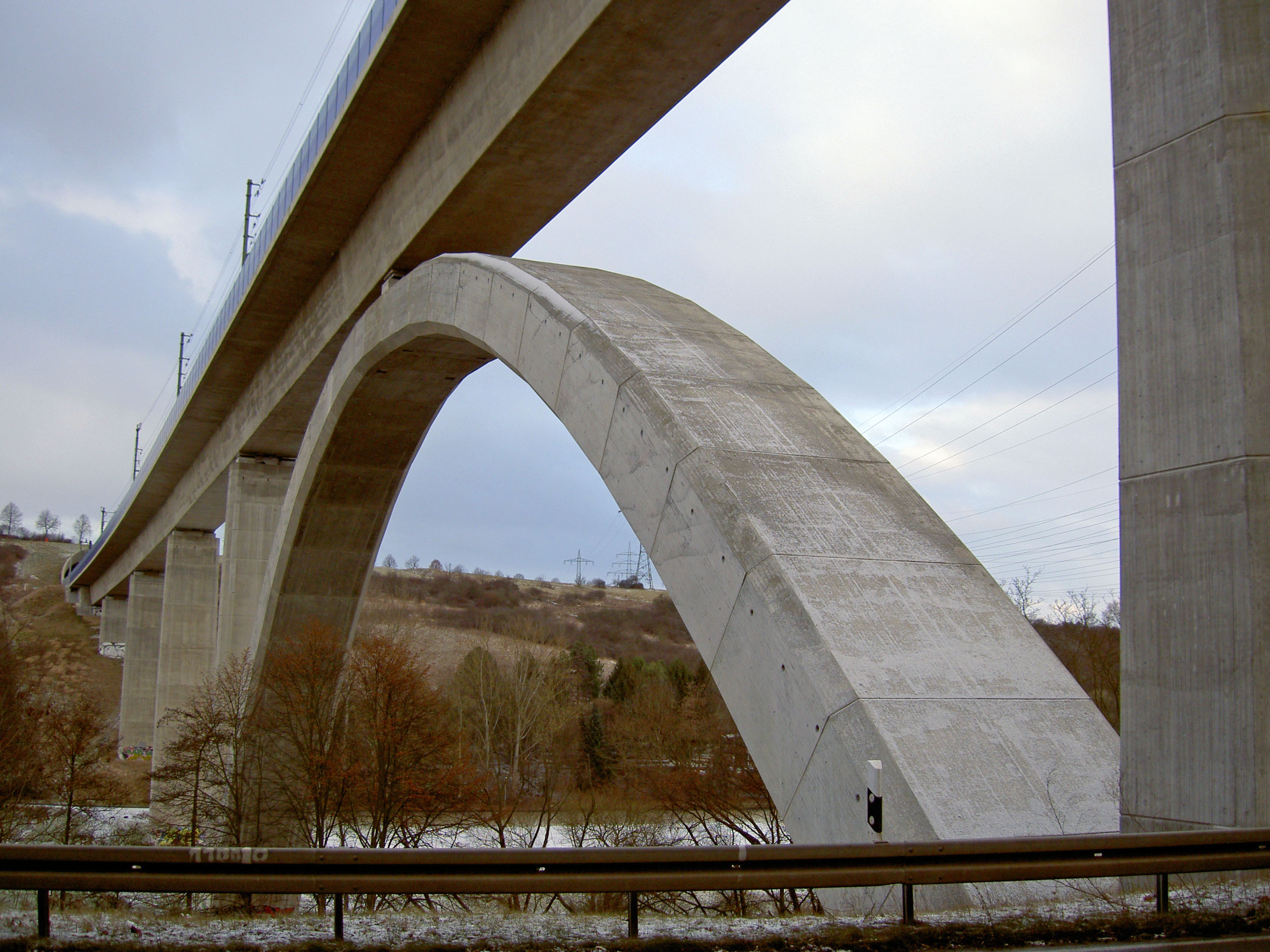
Lahntalbrücke, Blick von der L3020
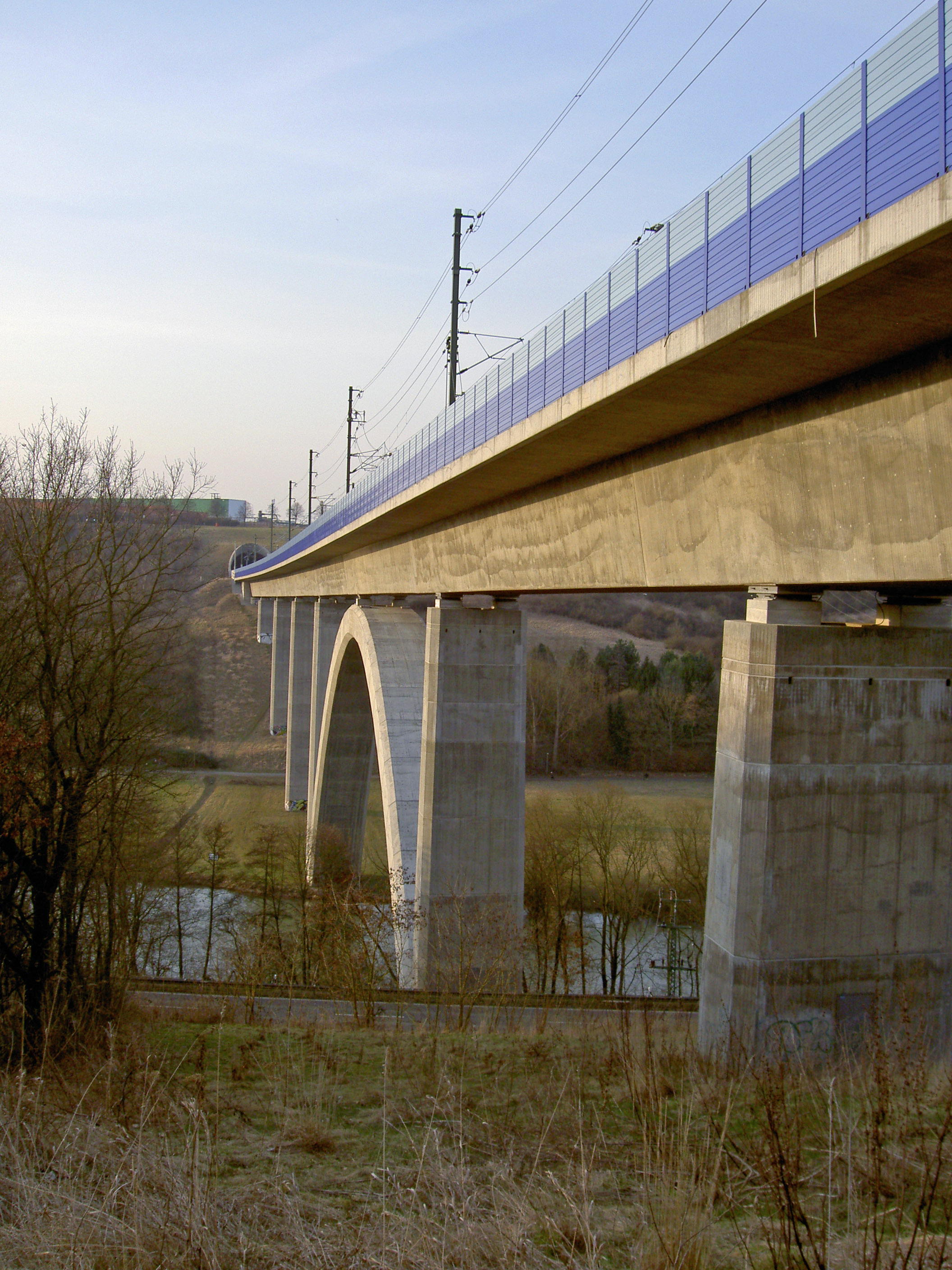
Lahntalbrücke, Blickrichtung Norden
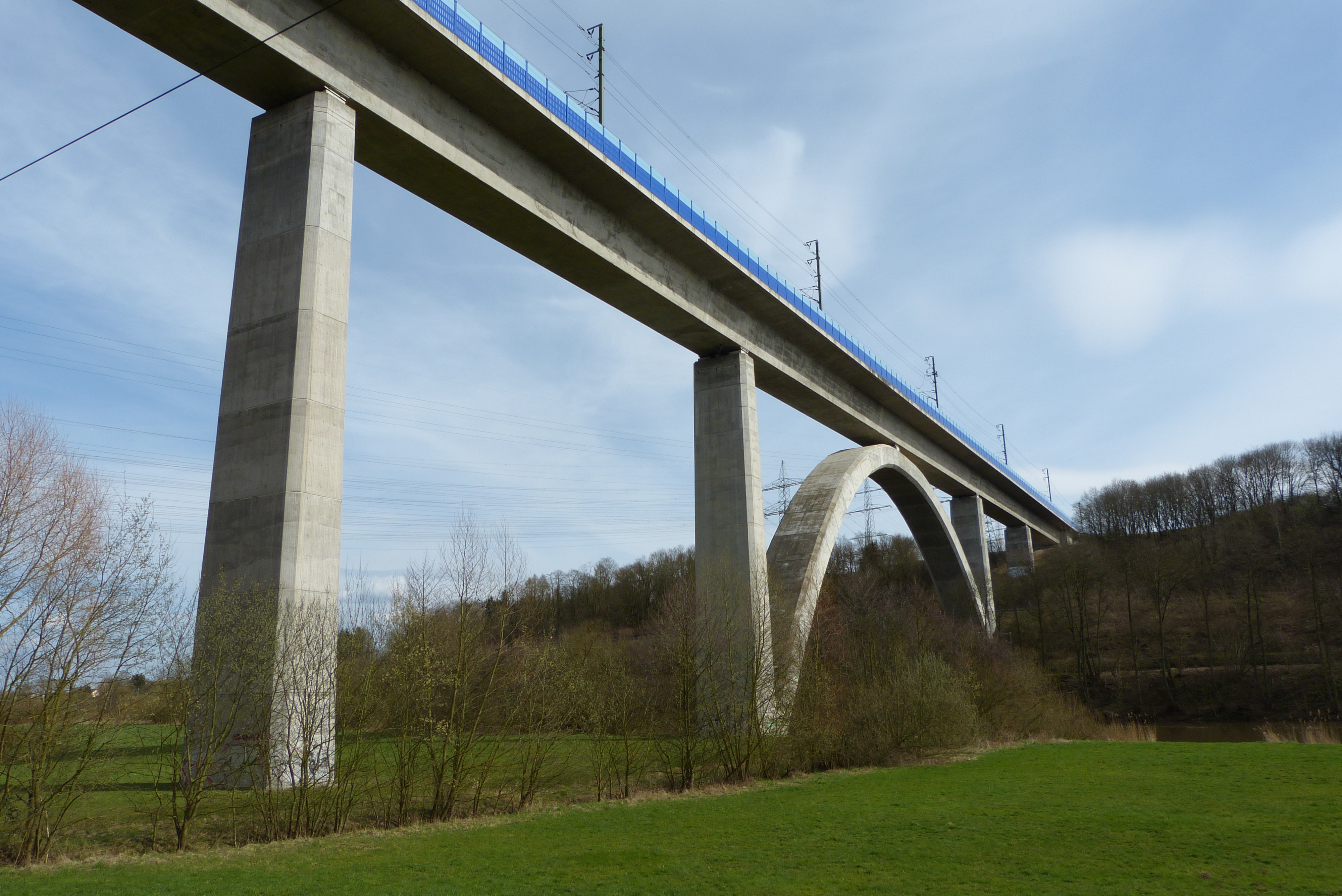
Rundbogen der Lahntalbrücke, Blickrichtung Süden
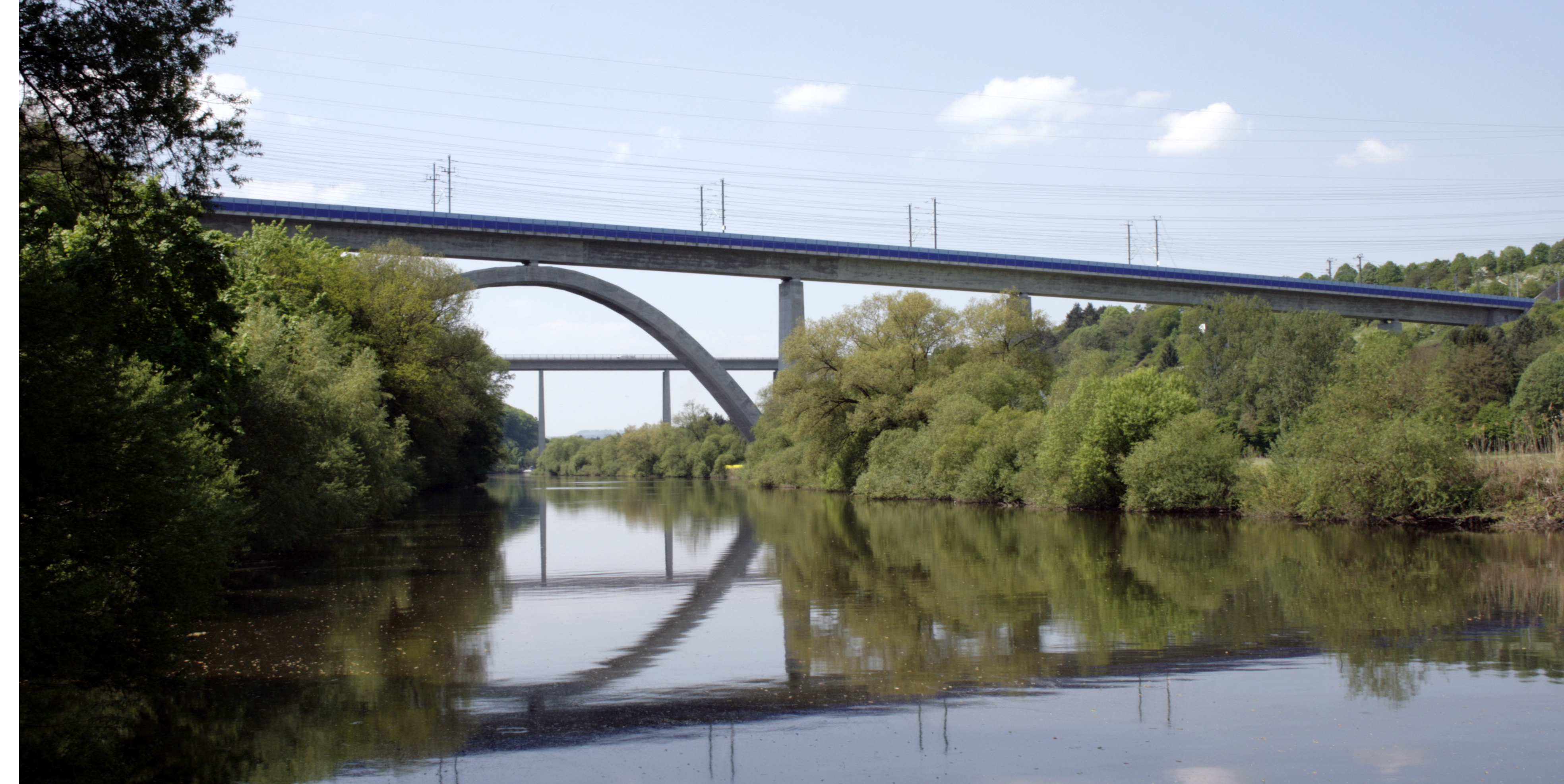
Lahntalbrücke, Blickrichtung Westen mit BAB 3 Brücke im Hintergrund
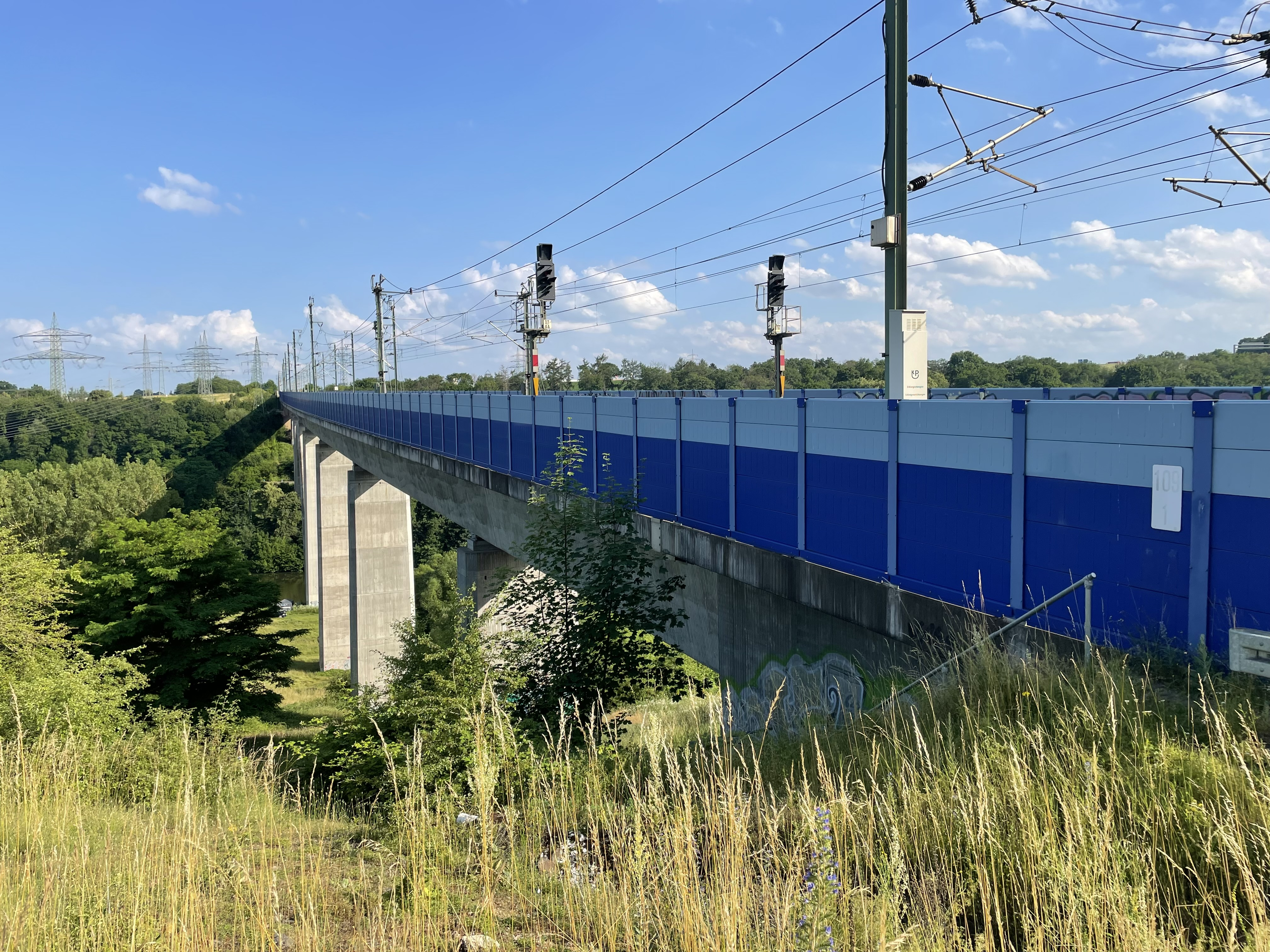
Blick vom Südportal des Limburger Tunnels auf die Brücke, Blickrichtung Süden